# Episodi di 9-1-1 (quarta stagione)
La quarta stagione della serie televisiva 9-1-1, composta da 14 episodi, è stata trasmessa in prima visione assoluta negli Stati Uniti d'America da Fox dal 18 gennaio al 24 maggio 2021.
In Italia la stagione è stata trasmessa in prima visione da Fox, canale a pagamento della piattaforma satellitare Sky, dal 16 febbraio al 14 giugno 2021. In chiaro è stata trasmessa in prima visione su Rai 2 dal 19 giugno all'8 agosto 2022. 
| nº | Titolo originale              | Titolo italiano     | Prima TV USA     | Prima TV Italia  |
| -- | ----------------------------- | ------------------- | ---------------- | ---------------- |
| 1  | The New Abnormal              | La nuova anormalità | 18 gennaio 2021  | 16 febbraio 2021 |
| 2  | Alone Together                | Da soli insieme     | 25 gennaio 2021  | 23 febbraio 2021 |
| 3  | Future Tense                  | Tempo futuro        | 1º febbraio 2021 | 2 marzo 2021     |
| 4  | 9-1-1, What's Your Grievance? | Qual è il reclamo?  | 8 febbraio 2021  | 9 marzo 2021     |
| 5  | Buck Begins                   | La storia di Buck   | 15 febbraio 2021 | 16 marzo 2021    |
| 6  | Jinx                          | La maledizione      | 22 febbraio 2021 | 23 marzo 2021    |
| 7  | There Goes the Neighborhood   | Vicini di casa      | 1º marzo 2021    | 30 marzo 2021    |
| 8  | Breaking Point                | Punto di rottura    | 8 marzo 2021     | 6 aprile 2021    |
| 9  | Blindsided                    | Senza preavviso     | 19 aprile 2021   | 10 maggio 2021   |
| 10 | Parenthood                    | Genitori e figli    | 26 aprile 2021   | 17 maggio 2021   |
| 11 | First Responders              | Soccorritori        | 3 maggio 2021    | 24 maggio 2021   |
| 12 | Treasure Hunt                 | Caccia al tesoro    | 10 maggio 2021   | 31 maggio 2021   |
| 13 | Suspicion                     | Sospetto            | 17 maggio 2021   | 7 giugno 2021    |
| 14 | Survivors                     | Sopravvissuti       | 24 maggio 2021   | 14 giugno 2021   |

## La nuova anormalità
- Titolo originale: The New Abnormal
- Diretto da: David Grossman
- Scritto da: Juan Carlos Coto

### Trama
Sono cambiate un po' di cose dal finale della scorsa stagione: Michael e David ora stanno insieme e Harry adesso vive con suo padre, invece May lavora con Maddie al call center. Chimney e Maddie conducono vite separate: infatti, sebbene quest'ultima si fosse trasferita a casa del suo compagno adesso vive da sola con Albert, mentre Chimney invece vive con Buck, dato che a causa della pandemia per non mettere a rischio la gravidanza della compagna preferisce starle lontano. Athena dopo sei mesi di assenza dal lavoro dovuti alla colluttazione con Jeffrey, ritorna in servizio. Una microscossa di terremoto danneggia la diga nella zona di Hollywood, con una fuoriuscita di acqua che investe in pieno una ciclista di nome Janell oltre a mandare un pullman fuori strada; il mezzo precipita giù dal cavalcavia sfondando parzialmente la vetrata di un grattacielo a molti metri da terra schiacciando un commercialista di nome Keith. È solo il peso dei passeggeri del pullman a impedirgli di cadere. Bobby e i vigili del fuoco della caserma 118 arrivano sul posto, Buck e Eddie raggiungono il tetto facendo calare un gancio con cui tenere in equilibrio il mezzo, permettendo ai vigili del fuoco di far scendere i passeggeri e di salvare Keith portandolo in ospedale. Janell telefona al 911 e Maddie risponde alla chiamata. L'acqua l'ha trascinata in un canale di scolo, il problema è l'impossibilità di localizzarla, ma seguendo le indicazioni di Maddie, Janell usa il pannello di controllo per segnalare la sua posizione e far defluire l'acqua che rischiava di annegarla fino all'arrivo dei soccorsi che la portano in salvo. Athena viene mandata nella zona est del bacino per farla evacuare dato che per colpa delle microscosse c'è il rischio che si crei una frana da quelle parti. Athena cerca di convincere Sylvia, una donna che vive in una casa che si trova proprio nella zona a rischio, a seguirla in modo da poterla mettere in salvo, ma Sylvia si rifiuta di farlo dato che soffre di agorafobia, purtroppo per via di un'altra microscossa, una frana colpisce in pieno la casa con Sylvia e Athena ancora dentro, facendola crollare.
- Dedicato a: John Kemmler (1958-2020)
- Ascolti Italia (in chiaro): telespettatori 826.000 – share 5,10%[1]

## Da soli insieme
- Titolo originale: Alone Together
- Diretto da: David Grossman
- Scritto da: Lyndsey Beaulieu

### Trama
Athena e Sylvia sono sopravvissute e attualmente sono intrappolate nella casa. Chimney e Buck fanno una perlustrazione di una zona colpita dalla frana, sembra che non ci sia anima viva, solo cadaveri e case parzialmente sommerse dalla terra. Buck rimprovera il suo amico accusandolo di aver abbandonato Maddie trovando delle scuse per allontanarsi da lei adesso che aspetta un bambino. Athena contatta Maddie e May, quest'ultima fin troppo preoccupata per sua madre, le consiglia di uscire dall'abitazione senza Sylvia per assicurarsi la salvezza, ma Athena non intende abbandonarla. May si scusa con Maddie per come si è comportata, la sua condotta non è stata professionale: Maddie cerca di farle capire che è essenziale per un centralinista del call center essere sempre imparziali e obbiettivi. Chimney e Buck durante la perlustrazione trovano un baby monitor trascinato lì dalla frana e sentono attraverso l'apparecchio il pianto di un bambino che probabilmente è nelle vicinanze e ha bisogno di aiuto. Nel mentre, Bobby, Eddie e Hen salvano un escursionista su Mount Lee che stava per essere inghiottito dal fango. Chimney e Buck trovano il bambino in una casa, la cui proprietaria, Carol, è morta a causa della frana. Nella casa ci sono alcune giovani ragazze in stato di gravidanza, Carol si prendeva cura di loro, ma col solo obbiettivo di rubare alle madri i loro figli dopo il parto. Una di quelle ragazze, Amber, sta per partorire, il suo ex era una cattiva persona e infatti non gli ha mai detto di aspettare un figlio da lui, inoltre quando è rimasta incinta i suoi genitori l'hanno cacciata di casa. Amber spiega a Chimney che è terribile affrontare una gravidanza senza ricevere amore da nessuno, poi Chimney riesce ad aiutarla con il parto ed Amber mette alla luce una bambina. Sylvia, entrando più in confidenza con Athena, le rivela che sua sorella è morta in un incidente stradale di cui si sente colpevole dato che era lei al volante dell'auto, questa è stata l'origine della sua agorafobia. Athena le confessa che quando Jeffrey l'aveva aggredita si è sentita debole e impotente come non le era mai accaduto, ma che, dopo un periodo di riflessione, è riuscita a superare la cosa ed a tornare sul campo, facendo capire a Sylvia che non si può vivere solo guardando indietro. Athena riesce a portare in salvo un'avveduta Sylvia, e poi le due donne vengono soccorse da Bobby il quale stava perlustrando la zona in elicottero preoccupato per la moglie. Albert si trasferisce a casa di Buck, mentre Chimney torna a casa sua con Maddie, ammettendo che ha avuto paura e con la scusa della pandemia cercava un pretesto per allontanarsi da lei, ma adesso vuole solo starle accanto e Maddie lo riaccoglie con felicità. Hen finalmente prende parte alla sua prima lezione al corso di medicina. Athena si confronta con sua figlia: non ha mai accettato che lei abbia rinunciato all'università per lavorare al call center, ma May ammette che gli ultimi avvenimenti hanno inciso su di lei, come il tumore di Michael e il fatto che Jeffrey avesse quasi ucciso Athena, e che è per sua madre che ha deciso di lavorare al call center, cercando un modo per poter vegliare su di lei.
- Special guest star: Tracie Thoms
- Ascolti Italia (in chiaro): telespettatori 900.000 – share 5,10%[2]

## Tempo futuro
- Titolo originale: Future Tense
- Diretto da: Marita Grabiak
- Scritto da: Andrew Meyers

### Trama
Una ragazza di nome Justine riesce a hackerare il sistema informatico della smart home di Anthony, il suo ex fidanzato, provando rancore contro di lui per averla lasciata, alzando la temperatura dell'acqua nel box doccia mentre lui si stava lavando. Anthony inciampa sbattendo la testa, Justine, che stava vedendo tutto quanto attraverso la videocamera della smart home, chiama il 911 e Maddie manda i vigili del fuoco della caserma 118, Anthony ha una commozione cerebrale e un'ipovolemia, ma per fortuna riescono a salvarlo mentre Athena arresta Justine. Hen inizia il suo tirocinio all'ospedale, entrando subito in contrasto con una giovane tirocinante di nome Sydney la quale non la prende molto sul serio, ritenendo che Hen non sarà mai un medico dato che è una quarantenne con due figli, oltre al fatto che ha già un lavoro. May, su ordine dei suoi superiori, deve vedere un analista dato che in passato aveva tentato il suicidio, inoltre ora che ha un lavoro e uno stipendio decide di comprare un regalo a Bobby e Athena: un aspirapolvere robot. Maddie è turbata quando scopre che Buck è in seduta di terapia da una dottoressa, lui ha dei problemi di natura personale, non ha mai avuto il coraggio di parlarne con Maddie perché anche lei in fondo è una persona che convive con tanta tristezza. Maddie confessa a Chimney di aver paura, lei e Buck hanno sempre avuto un cattivo rapporto con i loro genitori, e teme di diventare come suo padre e sua madre col timore che con il suo bambino commetterà solo degli sbagli. Chimney riesce a confortarla spiegandole che tutti fanno degli sbagli ma è fiducioso che loro due insieme faranno un buon lavoro nel crescere il loro bambino. Un rapinatore riesce a rubare dei soldi da una banca, ma nonostante i suoi tentativi di fuga Athena riesce ad arrestarlo. Durante una lezione di medicina Sydney perde i sensi, Hen ha capito che la ragazza sta facendo una terapia ormonale sostitutiva: Sydney, infatti, ha una mutazione del gene BRCA1, ha già fatto una doppia mastectomia e una salpingo-ooforectomia per rimuovere le ovaie e le tube di Falloppio, sua madre e sua nonna sono morte prima di raggiungere i 40 anni, lei è aggressiva con tutti solo perché desidera primeggiare e dimostrare quanto vale. Sydney si scusa con Hen per come l'ha trattata ma Hen la perdona subito poiché anche lei ha sempre dovuto fare i conti con i pregiudizi dovuti alla sua etnia e alla sua omosessualità, dunque proprio come Sydney ha sempre sentito l'esigenza di dimostrare agli altri il suo valore. Una giovane insegnante di yoga ha dei problemi di vista, improvvisamente vede tutto in maniera sfocata, chiamando il 911, quindi Hen, Eddie e Bobby vanno a soccorrerla. Quest'ultimo capisce che i motivo del suo calo di vista è dovuto al fatto che nei suoi occhi ci sono delle larve di "mosche d'autunno", le ha avute stando a contatto con alcune capre che aveva usato durante una sua lezione di yoga, infine recupera la vista grazie a Hen che riesce a estrarre le larve con una pinza. Maddie mostra a Chimney l'ecografia dove viene mostrato il sesso del bambino: Maddie quando fece l'ecografia scelse di non vedere nulla perché desiderava farlo insieme al suo fidanzato dato che per via della pandemia Chimney si era separato da lei e non era presente durante l'ecografia. Ora Chimney e Maddie possono vederla insieme, scoprendo che quella che aspettano è una bambina. Maddie ha capito che non deve avere segreti con Chimney altrimenti non saranno mai una vera famiglia, quindi gli confessa un segreto sul passato di Buck di cui quest'ultimo è sempre stato all'oscuro. Hen, Eddie e Buck partono per il Texas per prendere parte a un'operazione per spegnere un pericoloso incendio.
- Special guest star: Vanessa Marano
- Ascolti Italia (in chiaro): telespettatori 680.000 – share 4,70%[3]

## Qual è il reclamo?
- Titolo originale: 9-1-1, What's Your Grievance?
- Diretto da: Brenna Malloy
- Scritto da: Nadia Abass-Madden

### Trama
Hen, Eddie e Buck sono tornati dal Texas, quest'ultimo scopre che i suoi genitori, Phillip e Margaret stanno venendo a Los Angeles, è stata Maddie a invitarli. Buck, è sempre stato in cattivi rapporti con entrambi, ed è piuttosto infastidito dal loro arrivo, ma Maddie ci tiene a riconciliarsi con loro anche perché desidera che la bambina cresca in una famiglia unita. Chimney si sente a disagio ora che conosce il segreto di Buck, soltanto adesso ha compreso perché il suo collega si sente solo, dato che la sorella e i genitori non hanno fatto altro che nascondergli la verità. Una donna di nome Delia Narwood telefona al 911, è May a risponderle, chiedendo di mandare la polizia nel suo quartiere perché infastidita da una festa organizzata dai suoi vicini di casa, naturalmente May non la prende molto sul serio, ma poi la ragazza sente uno sparo: Delia viene trovata morta a causa di un colpo d'arma da fuoco, proprio mentre era al telefono con May. Athena indaga sulla sua morte scoprendo che era una donna odiosa e che tutti nel quartiere avevano un movente per ucciderla. Intanto i genitori di Buck e Maddie, Phillip e Margaret, arrivano a Los Angeles, per conoscere Chimney, i due sembrano molto felici di diventare nonni, hanno anche comprato molti regali per la bambina e tutti assieme trascorrono una piacevole serata, anche se per Buck è sempre arduo tenere a freno l'astio contro i suoi genitori. Intanto May si sente responsabile per la morte di Delia ritenendo di non aver fatto abbastanza per lei, ma Bobby cerca di farle comprendere che non avrebbe potuto fare nulla per salvarla, la loro professione ha lo scopo di aiutare le persone, e deve mettere in conto che non potrà salvare tutti e che non deve sentirsi in colpa per eventi che lei non può controllare. Athena scopre che Delia senza volerlo si è uccisa da sola: decisa ad interrompere lei stessa la festa del vicinato spaventando tutti con una pistola (che aveva sottratto a una sua vicina di casa) ma prima di poterlo fare aveva sentito un rumore alle sue spalle, era il cane dei suoi vicini che era entrato nella sua proprietà, Delia si era girata di colpo e inciampando sul suo gnomo da giardino si è sparata da sola. Al centralino May riceve una chiamata da un uomo di nome Stan che minaccia di far esplodere una bomba. May e Josh fanno delle indagini e scoprono che Stan è stato licenziato molte volte da diverse compagnie, intuendo che cerca vendetta contro la ditta che per prima lo aveva licenziato. Stan infatti vuole far saltare la loro sede, il suo odio risale a un incidente sul lavoro, a seguito del quale lui denunciò la ditta accusandoli di non aver rispettato i termini di sicurezza e venne così licenziato. Cercò anche di citarli in giudizio ma il giudice non prese le sue parti. Stan ha in mano il detonatore della bomba, ma Chimney con astuzia lo mette fuori combattimento e gli toglie di mano il detonatore. Athena, Bobby, Michael e Harry organizzano una piccola festa per May premiandola per il suo contributo avendoli aiutati a trovare Stan. Phillip e Margaret fanno una sorpresa a Maddie, regalandole una scatola con inciso il suo nome con gli oggetti legati ai ricordi della sua infanzia e lei apprezza tantissimo il regalo. Ormai Chimney si è guadagnato la simpatia dei genitori di Maddie, i due però non si trattengono dal sottolineare quanto lei sia stata sconsiderata a sposare Doug. Buck non accettando queste affermazioni alla fine li accusa di essere stati dei pessimi genitori: Phillip e Margaret ignoravano che Maddie fosse vittima degli abusi del marito dato che in maniera meschina l'avevano tagliata fuori dalla loro vita solo perché non approvavano il genero, non andarono neanche al loro matrimonio, inoltre non sono mai andati a trovare Buck in ospedale quando lui ha avuto dei problemi alla gamba. Margaret afferma che non venne perché non aveva il coraggio di vedere ancora una volta uno dei suoi figli stare male; Buck è piuttosto disorientato da questa frase. Più tardi tra gli oggetti di Maddie che i loro genitori le hanno regalato trova una foto di lui da bambino. Però sul retro della fotografia c'è la data 1988, l'anno in cui è stata scattata, e quindi capisce che quel bambino non è lui dato che a quel tempo non era ancora nato. Maddie gli rivela che quel bambino è Daniel: il loro defunto fratello.
- Special guest star: Bryan Safi, Danny Nucci, Dee Wallace, Gregory Harrison.
- Ascolti Italia (in chiaro): telespettatori 953.000 – share 5,60%[4]

## La storia di Buck
- Titolo originale: Buck Begins
- Diretto da: Jann Turner
- Scritto da: Juan Carlos Coto

### Trama
Maddie racconta al fratello tutta la verità: Daniel è morto poco dopo la nascita di Buck per leucemia infantile, è per questo che Buck non ha alcun ricordo di lui. Buck intuisce che il vero motivo per cui è stato concepito era per curare Daniel con il trapianto di midollo poiché Maddie, Phillip e Margaret non erano compatibili. Purtroppo le cure non servirono a nulla, Daniel morì e la sua perdita segnò Phillip e Margaret che, decidendo di trasferirsi con tutta la famiglia a Hershey, preferirono tenere Buck all'oscuro su Daniel costringendo Maddie a mantenere il silenzio sebbene quest'ultima per tanti anni fosse stata tentata di raccontargli la verità. Buck non vuole più avere nulla a che fare né con Maddie né tanto meno con i suoi genitori, ritenendo che non abbiano fatto altro che fare fronte comune contro di lui e che la sua vita sia stata tutta una menzogna. Con dei flashback si ripercorrono le tappe della crescita di Buck: quando Maddie gli insegnò ad andare in bicicletta lui finì col cadere e i suoi genitori si agitarono anche perché Buck (inconsapevolmente) usò la bicicletta di Daniel. Sua sorella lo medicò e poi Phillip gli comprò un'altra bicicletta, e da allora Buck pur di attirare l'attenzione di Maddie e dei suoi genitori si lanciò in imprese sempre più spericolate. Maddie però decise di lasciare Hershey per trasferirsi a Boston con Doug dato che quest'ultimo si era iscritto alla facoltà di medicina mentre Maddie avrebbe studiato per diventare infermiera, anche se Buck disapprovava la sua scelta, perché Doug, che non gli era mai piaciuto, era fin troppo possessivo con sua sorella. Nel presente, scoppia un incendio di livello 5 in uno stabilimento per la produzione di disinfettante per mani, e i vigili del fuoco della caserma 118 devono collaborare con quelli della caserma 133 per far evacuare l'edificio. Doug e Maddie tornarono a Hershey ma ormai quest'ultima non frequentava più i suoi genitori, Buck invece si sentiva sempre più solo e abituato a comportarsi con sconsideratezza, continuando a mettersi nei guai e venendo anche espulso dall'università. Margaret e Phillip lo reputavano un fallito. Dato che Buck non voleva più vivere con i suoi genitori, Maddie gli diede dei soldi e gli regalò la sua auto in modo da lasciare Hershey e trovare la sua strada. Buck le propose di fuggire con lui anche perché le cose tra lei e suo marito stavano diventando difficili, e sebbene in un primo momento aveva accettato l'offerta del fratello, cambiò idea e rimase con Doug. Di nuovo nel presente Buck trova Saleh, un dipendente dello stabilimento che era rimasto intrappolato nell'edificio, e cerca di portarlo in salvo, ma le fiamme rendono difficile la fuga, inoltre Saleh viene travolto da un silos molto pesante. Buck, per mezzo di una fune, riesce a sollevare il silos anche con l'aiuto dei vigili del fuoco che erano venuti in suo aiuto, mettendo Saleh in salvo. Dopo aver lasciato Hershey Buck visitò diverse città, facendo vari lavori, come bracciante e militare, ma niente di duraturo; frequentava persone sempre diverse, ma non riusciva a trovare la sua stabilità, tenendo sempre aggiornata Maddie mandandole delle cartoline. Finì col fare il barman a Máncora, in Perù, ma ciò che desiderava era far parte di qualcosa di più grande di lui, una famiglia. Prendendo esempio da un gruppo di amici i quali intendevano trasferirsi a Los Angeles, Buck li seguì, si iscrisse all'accademia dei vigili del fuoco e quando superò i corsi venne assegnato alla caserma 118 di Los Angeles conoscendo Bobby, Chimney e Hen. I genitori di Buck vanno a trovarlo alla caserma spiegandogli che non lo reputano responsabile della morte di Daniel aggiungendo che salvare vite è la sua vocazione. Buck accetta di perdonare Phillip e Margaret ma non sua sorella perché dai suoi genitori non si è mai aspettato nulla, ritenendo che Maddie invece avrebbe dovuto dirgli la verità molto prima, inoltre Buck non l'ha mai perdonata per aver scelto Doug a suo fratello quando le propose di scappare con lui. Chimney gli racconta un'altra parte della storia che lui non conosceva: Maddie voleva veramente lasciare Hershey con Buck ma quando Doug scoprì del suo tentativo di fuga la picchiò violentemente con la minaccia che le avrebbe fatto di peggio se avesse tentato nuovamente la fuga. Buck perdona Maddie e quest'ultima gli mostra le cartoline che lui le spediva, infatti Maddie le ha conservate tutte, Buck ora ha capito quanto sua sorella è importante per lui perché il vincolo che li lega è inossidabile.
- Special guest star: Dee Wallace-Stone, Gregory Harrison, Samba Schutte.
- Ascolti Italia (in chiaro): telespettatori 936.000 – share 6,30%[5]

## La maledizione
- Titolo originale: Jinx
- Diretto da: Jann Turner
- Scritto da: Taylor Wong

### Trama
Il rapporto tra Buck e i suoi genitori sta lentamente migliorando, tanto da che hanno accettato di venire con lui in terapia, la cosa lo mette abbastanza di buon umore tanto da fare uno scherzo a una nuova recluta di nome Ravi, purtroppo quest'ultimo dice accidentalmente "tranquillo" in una frase e tutti eccetto Eddie si spaventano. A quanto pare dire quella parola sembra portare iella che equivale a una giornata infernale di chiamate d'emergenze, alcune delle quali assurde, tuttavia Eddie è restio a crederci. Mentre i vigili della caserma 118 cercano di tirare giù un musicista che per farsi pubblicità si era attaccato a un cartellone con del nastro adesivo, Eddie incontra casualmente Ana Flores, l'ex maestra di Christopher, ora diventata vicepreside di una scuola elementare, la quale si è ustionata la mano rovesciandosi addosso del caffè bollente, un vigile del fuoco di nome Brian della caserma 147 aveva tentato di medicarla mettendole del ghiaccio sulla mano, ma Eddie, ben consapevole che non è la procedura adatta per la circostanza, le mette una fasciatura sulla mano. Benché sia palese che tra Ana e Eddie ci sia dell'attrazione, quest'ultimo non vuole chiederle di uscire. Intanto le chiamate aumentano: un gatto e un uomo intrappolati su un albero, la caduta di alcune bombole di gas di elio su dei clown ecc. cosa che impedisce ai ragazzi di mangiare ogni volta che sembra finita un'emergenza. Quando scoppia un incendio in una casa, nel cui garage ci sono dei fuochi d'artificio, Eddie cerca di spegnerlo con l'idrante, venendo aiutato da Brian, il quale poco dopo scompare, proprio come aveva fatto quando tentò di aiutare Ana. Bobby ha capito che c'è qualcosa di strano: i vigili del fuoco della caserma 147 attualmente non sono operativi dato che la struttura è in fase di ristrutturazione, danneggiata dai detriti della frana. Bobby deduce che Brian è un cadetto che non è stato capace di superare gli esami per la nomina a vigile del fuoco, non riuscendo a farsene una ragione è entrato in possesso di una divisa della caserma 147 e tenta di mischiarsi agli altri vigili del fuoco durante le operazioni di soccorso. Bobby ha compreso che il vero motivo per cui Eddie si rifiuta di frequentare Ana è perché non ha ancora accettato la morte di Shannon, anche Bobby ha affrontato una situazione simile quando la moglie e i figli morirono, e per quanto lui possa amare Athena, May e Harry, gli mancheranno sempre. Bobby cerca di far capire a Eddie che non ha senso aspettare il momento in cui dimenticherà Shannon prima di iniziare a uscire con altre donne, perché la realtà dei fatti è che non la dimenticherà mai, ma può imparare a convivere con il suo ricordo e con il dolore, tentando di fargli comprendere che per essere felici non bisogna concentrarsi su ciò che si è perso, ma su ciò che si può avere. Athena arresta un uomo di nome Larry, manager di un ristorante che ha infranto un vetro nel suo stesso locale. Larry spiega ad Athena che ha agito così perché un sedicente vigile del fuoco gli aveva telefonato chiedendogli di frantumare le finestre a causa di una perdita di gas, poi sopraggiunge Bobby con la sua squadra constatando che non c'è nessuna fuoriuscita, è stato Brian a fare quella telefonata avendo valutato male la situazione. Bobby vede Brian tra la folla, quest'ultimo scappa rubando l'autopompa della caserma 118, a cui è appena stato fatto il pieno, e Athena alla guida della sua volante si lancia all'inseguimento. È scoppiato un incendio, e in assenza dell'autopompa, Bobby e la sua squadra raggiungono la posizione con l'ambulanza, Eddie parla con Brian attraverso la radio dell'autopompa che ha rubato, convincendolo a fare la cosa giusta e a raggiungere l'incendio, in modo da consentire ai vigili della caserma 118 di spegnere le fiamme, avendo capito che la sconsideratezza di Brian era solo sintomatica del suo senso di inadeguatezza per non aver ottenuto la promozione a vigile del fuoco. Brian, facendo la scelta giusta, porta l'autopompa nella zona dove si è scatenato l'incendio, e Athena infine lo arresta. I ragazzi possono finalmente andare a rifocillarsi dopo la giornata infernale mentre Eddie chiede a Ana di uscire con lui, e i due fanno colazione insieme.
- Special guest star: Bryan Safi, Gabrielle Walsh, Jonathan Patrick Moore, Kamyar Jahan, Anirudh Pisharody.
- Ascolti Italia: telespettatori 1.113.000 – share 6,60%[6]

## Vicini di casa
- Titolo originale: There Goes the Neighborhood
- Diretto da: Sharat Raju
- Scritto da: Stacey Rose

### Trama
Alcune donne che vivono nello stesso quartiere hanno messo in piedi una rock band, ma poi iniziano a delirare e dai loro occhi esce sangue, arrivano i vigili della caserma 118 che scoprono la causa di tutto: le donne avevano fumato della marijuana che era stata tagliata con del Coumadin, non è grave e le donne potranno guarire con del plasma congelato e della vitamina K. Athena è preoccupata per Michael il quale passa tutte le sue giornate in casa a osservare le persone dalla finestra del suo appartamento con un telescopio, in effetti è da un po' che ha smesso di lavorare dato che per via della pandemia c'è poca richiesta di lavoro. In particolare Michael è incuriosito da James, l'uomo che vive nell'appartamento davanti al suo, notando che riceve delle visite da diverse persone che trascorrono del tempo in casa sua, per poi andarsene con un'aria malconcia, dandogli anche dei soldi. Buck tramite un sito di incontri, conosce Veronica portandola a cena, l'appuntamento si rivela un fiasco, la cosa diventa imbarazzante quando scopre che Veronica è la sua vicina di casa, la quale tra l'altro finisce a letto con Albert. In un'esercitazione militare in cui era previsto far atterrare con un paracadute un blindato, i tempi vengono calcolati male, il mezzo finisce col schiacciare un uomo che riesce a salvarsi solo perché il vascello pirata in miniatura costruito dal suo vicino aveva attutito la caduta del blindato, intervengono Bobby e la sua squadra che riescono a sollevarlo e a portare in salvo l'uomo. Hen e Karen ricevono la visita di Toni, la madre di Hen, che desidera trasferirsi lì vicino. Hen all'inizio sembra trovare gradevole la presenza di sua madre, almeno fino a quando Toni non la ferisce trovando insensato che sua figlia, ormai avanti con gli anni, voglia frequentare la facoltà di medicina. Bobby, su richiesta di Athena, va a trovare Michael dato che sono preoccupati dal fatto che trascorra tutto quel tempo a osservare le persone con il telescopio, anche se poi pure Bobby finisce col condividere i suoi stessi sospetti notando che James si disfa di un numero sproporzionato di rifiuti. David e Bobby controllano nel cassonetto della spazzatura e scoprono che nei sacchi dell'immondizia c'è del materiale medico usato. Michael continua a spiare James col telescopio vedendolo uscire dal suo appartamento, e quindi ne approfitta per entrarvi trovando una donna in pessime condizioni su un tavolo operatorio, poi arriva James che lo tramortisce. David e Athena trovano Michael privo di sensi, James è scappato e la donna è scomparsa, Michael è preoccupato dato probabilmente è in pericolo di vita visto che aveva delle lacerazioni sull'addome. Michael rammenta che lei non portava la borsa quando venne a trovare James, evidentemente non lo riteneva necessario dato che forse abita nelle vicinanze, e quindi ne deduce che lei vive nello stesso condominio di James. Infatti Athena e David la trovano nella sua casa e le prestano soccorso, salvandola appena in tempo, James quando era stato scoperto da Michael l'aveva riportata a casa sua. James fugge a San Diego ma viene ugualmente arrestato, prima viveva a Miami dove esercitava come medico, almeno fino a quando non è stato radiato dall'ordine, in seguito si è trasferito a Los Angeles dove ha trasformato il suo appartamento in una clinica medica abusiva. Hen scopre che Toni in realtà non ha più una casa, vive nella sua auto, non ha voluto dire nulla a sua figlia perché se ne vergognava. Toni non voleva sminuire Hen sulla sua scelta di diventare medico, ammettendo di invidiare sua figlia perché Hen è sempre stata animata da un'ambizione e da una determinazione che a lei invece sono sempre mancate. Un'amica di David chiede a Michael di ristrutturarle il garage quindi Michael finalmente può riprendere a lavorare
- Special guest star: Tracie Thomas, Marsha Warfield, La Monde Byrd, Keana Marie, George Wyner, Richard Tanner, Gustavo Gomez.
- Ascolti Italia (in chiaro): telespettatori 899.000 – share 6,00%[7]

## Punto di rottura
- Titolo originale: Breaking Point
- Diretto da: David Grossman
- Scritto da: Bob Goodman

### Trama
Una hostess perde le staffe dato che il suo volo è bloccato, quindi decide di lasciare l'aereo con una bottiglia di champagne e quando la stappa il tappo perfora la gola di un suo collega comprimendo la trachea, fortunatamente intervengono i vigili della caserma 118 e Hen estrae il tappo dalla gola dell'uomo salvandolo. Eddie e Ana ormai sono una coppia, Bobby e Athena gli consigliano di mettere Christopher al corrente del fatto che ora hanno una relazione. Maddie non è più sicura di voler partorire in ospedale temendo che non verrà seguita bene dato che lo staff potrebbe essere impegnato con i casi di emergenza dei malati per la pandemia, quindi preferisce optare per il parto in casa. Buck intanto decide di riallacciare il rapporto con Taylor, mentre l'assistente sociale si rivela possibilista sul fatto che l'adozione di Nia possa essere permanente e che dunque Hen e Karen possano diventare a tutti gli effetti i tutori legali di Nia. Athena indaga sulla scomparsa di un uomo, e con l'aiuto di Bobby e dei vigili della caserma 118 lo trova murato dentro la sua stessa casa: lui e la moglie stavano divorziando ma per via della pandemia sono stati costretti a convivere, sua moglie in uno slancio di rabbia lo aveva ferito e poi murato. Fortunatamente riescono a salvarlo e la moglie viene arrestata. Christopher prende molto male il fatto che suo padre abbia una fidanzata arrivando a rompere un'insalatiera, poi scappa di casa, Eddie si agita ma Buck gli spiega che Christopher è con lui, lo aveva raggiunto prendendo un taxi. Il bambino spiega a Buck che non accetta di far entrare altre persone nella sua vita perché non vuole più essere abbandonato, ecco perché non approva la relazione tra suo padre e Ana. Buck cerca di fargli capire che anche se separarsi da una persona è doloroso, alcuni legami invece durano per sempre. Chimney si mette a litigare con Maddie: non accetta l'idea che lei partorisca in casa, perché se dovesse esserci una complicazione lei dovrebbe comunque andare in ospedale, e il tempo per raggiungerlo (oltre al tempo per aspettare che arrivino i soccorsi) è di 15 minuti, e in questo lasso di tempo potrebbe accadere di tutto. Maddie pur di farlo felice accetta di partorire in ospedale capendo che malgrado le circostanze, quando la bambina nascerà, sarà il momento più felice delle loro vite. Taylor chiede a Buck e ai suoi colleghi di contribuire alla somministrazione dei vaccini, che non erano stati conservati bene e che avrebbero rischiato di andare sprecati, tra l'altro anche Michael finalmente si fa vaccinare. Taylor ringrazia sentitamente Buck per averla aiutata. Ana va a trovare Eddie e Christopher a casa loro e quest'ultimo è felice di accoglierla. A fine episodio Hen riceve una brutta notizia dall'assistente sociale: la madre di biologica di Nia ha fatto un lungo percorso riabilitativo e dunque i servizi sociali le restituiranno la piccola che quindi dovrà separarsi da Karen e Hen.
- Special guest star: Tracie Thoms, Gabrielle Walsh, Megan West, Keana Marie, Leah Pipes, Maggie Egan, J. D. Hall, Andi Chapman, Elena Campbell-Martinez.
- Ascolti Italia (in chiaro): telespettatori 1.051.000 – share 6,40%[8]

## Senza preavviso
- Titolo originale: Blindsided
- Diretto da: Marcus Stokes
- Scritto da: Ryan Murphy e Brad Falchuk

### Trama
Chimney è esasperato, tutti i nomi che ha scelto per la bambina non sono piaciuti a Maddie inoltre sono già passate più di quarantadue settimane dall'inizio della gravidanza e Maddie cerca di facilitare il travaglio nelle maniere più disparate (con i cibi piccanti, con lo yoga e con il sesso) ma il momento del parto sembra non arrivare. Hen non accetta che Nia debba separarsi da loro, l'assistente sociale cerca di spiegarle che la bambina era stata affidata a loro solo per un tempo limitato, che però è stato prolungato per via della pandemia, ma adesso i servizi sociali devono favorire il riavvicinamento tra Nia e sua madre. Laila (l'ex compagna di scuola di May che dandole il tormento l'aveva quasi indotta al suicidio) si mette in contatto con May, sembra che vorrebbe provare a essere sua amica. Maddie prende parte al turno serale, un bambino di nome Jacob chiama Maddie al call center per chiederle aiuto: è nel sedile posteriore della sua auto, sua madre Rachel è ubriaca ed è al volante, e ora guida sulla tangenziale in contromano, causando un tamponamento a catena. Athena raggiunge il posto e con lei i vigili del fuoco tra cui quelli della caserma 118. Ci sono molti feriti, e anche dei morti; Jacob è salvo e anche Rachel, vengono però portati in due ospedali diversi. Chimney viene prosciolto dal suo incarico per andare in ospedale da Maddie: mentre quest'ultima era al lavoro le si sono rotte le acque, sta per partorire. May scopre che anche Albert, mentre era in auto, è rimasto coinvolto nell'incidente; i vigili del fuoco della caserma 118 lo trovano e lo portano in ospedale. Athena parla con il marito di Rachel il quale credeva ingenuamente che sua moglie avesse smesso di bere. Maddie dà alla luce la sua bambina, mentre Albert è fuori pericolo. Bobby, dopo quando accaduto, ripensa al suo alcolismo e agli errori che in passato ha commesso, realizzando che il peggior errore che un alcolista può commettere quello di illudersi di poter gestire da solo la propria dipendenza. Maddie e Chimney portano a casa la loro bambina, Maddie decide di darle il nome della defunta madre di Chimney, chiamandola Jee-Yun.
Special guest star: Tracie Thoms, Bryan Safi, Debra Christofferson, Rachel Hawkerson
- Ascolti Italia (in chiaro): telespettatori 850.000 – share 6,00%[9]

## Genitori e figli
- Titolo originale: Parenthood
- Diretto da: David Grossman
- Scritto da: Lyndsey Beaulieu

### Trama
Una donna di nome Beth organizza una festa di compleanno per suo figlio, ma quando lui gioca con il tappeto elastico fa saltare due molle che perforano Beth, una alla mano e l'altra alla schiena incastrando la donna in una porta di legno, intervengono Bobby, Hen, Buck e Eddie che dopo aver tolto i cardini della porta trasportano Beth in ospedale, fortunatamente non è accaduto nulla di irreparabile. Chimney e Maddie sono pronti a tornare al lavoro, Albert ora vive con suo fratello il quale si prende cura di lui durante la sua riabilitazione, intanto Hen e Karen si separano da Nia la quale torna a vivere con la madre. Athena e i vigili della caserma 118 prestano aiuto a Connor, un ragazzo che voleva entrare di nascosto nella casa dei suoi genitori arrampicandosi su un graticcio, cadendo e procurandosi una frattura scomposta di tibia e perone della gamba destra: Athena arresta il padre di Connor, il quale aveva manomesso il graticcio sapendo che Connor lo usa per entrare in casa sua e derubarlo. Athena scopre che May si vede con Laila e non riesce ad accettarlo, anche perché non ha mai dimenticato quanto ha sofferto per colpa sua, visto che May a causa di Laila tentò il suicidio, ciò porta le due a litigare. Hen e Chimney rispondono a una chiamata per overdose, a chiamare è stata un'anziana che soffre di cancro, accudita dalla figlia, che però ha deciso di morire assumendo degli oppioidi, ritenendo che se la figlia avesse continuato ad accudirla avrebbe solo sofferto, e avendo avuto l'autorizzazione medica Hen e Chimney non possono intervenire, lei ha chiamato i soccorsi solo perché non voleva che sua figlia restasse da sola nel momento della sua morte. Michael cerca di far capire a May che Athena ha affrontato il tentato suicidio della figlia in maniera diversa rispetto a come ha fatto lui: Michael infatti andò in ospedale quando May venne ricoverata, ed era già fuori pericolo, ma Athena invece la trovò priva di sensi in casa. May va al lavoro e riascolta la registrazione della telefonata di Athena sentendo le sue parole di angoscia e terrore quando chiamò i soccorsi il giorno in cui May tentò il suicidio; la ragazza quindi torna a casa e abbraccia la madre, facendo pace con lei. Karen confessa a Hen di aver assunto un investigatore privato per scoprire come vive Nia spiegandole che la madre della bambina si chiama Evangeline Gonzalez, è una brava persona, è una madre single che lavora come aiuto-infermiera in una clinica per lungodegenti, il motivo per cui i servizi sociali le portarono via Nia è perché a quel tempo lei non aveva un lavoro, ma adesso che si è rimessa in sesto è perfettamente in grado di occuparsi di lei. Chimney e Maddie capiscono che, essendo troppo inesperti come genitori, non possono occuparsi anche di Albert e che le loro attenzioni devono essere rivolte solo a Jee-Yun, quindi Chimney manda suo fratello a vivere per un po' nella casa dei genitori di Kevin, che sono più che lieti di aiutare Chimney ora che è diventato padre. Hen e Karen accettano di aiutare i servizi sociali dando ospitalità a due bambini per pochi giorni, entrambe hanno capito quanto sia importante aiutare anche le altre famiglie che ne hanno più bisogno.
Special guest star: Tracie Thoms, Debra Christofferson, Bryan Safi, Marsha Warfield, Gabrielle Walsh, Gloria Votsis, Freda Foh Shen, Andi Chapman, Cullen Douglas
- Ascolti Italia (in chiaro): telespettatori 975.000 – share 6,00%[10]

## Soccorritori
- Titolo originale: First Responders
- Diretto da: Tasha Smith
- Scritto da: Kristen Reidel e Nadia Abass-Madden

### Trama
Mentre Sue è al supermercato con suo marito viene investita da un'auto in corsa, venendo soccorsa dai paramedici della caserma 118. Athena indaga personalmente sulla scomparsa di una ragazza di nome Tracie, la cui sparizione, essendo la ragazza giovane e di colore, non è stata ritenuta importante. L'uomo alla guida dell'auto che ha investito Sue non è stato ancora trovato, quindi Buck chiede a Taylor di farne un servizio in modo che il caso attiri l'attenzione della gente. May ha deciso di non vivere più con Athena e Bobby e di cercarsi una casa tutta sua. Josh rievoca il suo passato, quando lavorava come stenografo, durante una giornata di lavoro ci fu un incendio nell'edificio dove lavorava, chiamò il 911 e a rispondere alla sua chiamata era stata Sue, che gli aveva spiegato sia come salvarsi sia come agire quando trovò una donna svenuta, permettendogli di salvarla, poi intervennero i vigili del fuoco della caserma 118, e Josh venne salvato da Chimney e Gerrard, infine andò a trovare Sue al call center per ringraziarla decidendo di lavorare lì. Athena scopre che l'uomo che ha investito Sue si chiama Patrick Boyd, ed è la stessa persona che ha sequestrato Tracie, aveva drogato la ragazza portandola nella sua auto, e Sue lo vide da lontano mentre stava gettando la borsetta di Tracie nel bidone della spazzatura. La polizia e i vigili del fuoco della caserma 118 scoprono che Boyd tiene prigioniera Tracie in un container, è Josh che tenendosi in contatto con loro dirige l'operazione, consigliando ai vigili del fuoco di non portare subito Tracie al riparo e di rimanere nel container, intuendo che Boyd è ancora nei paraggi e che sarebbe tornato, infatti la sua intuizione si rivela esatta e la polizia arresta il criminale. Sue sopravvive e, una volta dimessa dall'ospedale, torna al lavoro venendo accolta con affetto dai suoi colleghi.
Special guest star: Debra Christofferson, Bryan Safi, Megan West, Jim O'Heir, Sasha Roiz, Brian Thompson, Brittany Bardwell, Timothy Eulich
- Ascolti Italia (in chiaro): telespettatori 1.042.000 – share 7,50%[11]

## Caccia al tesoro
- Titolo originale: Treasure Hunt
- Diretto da: David Grossman
- Scritto da: Bob Goodman

### Trama
Hollis Harcourt, noto autore di libri, è morto, lasciando un comunicato: ha seppellito un tesoro a Los Angeles, per un valore di 5.000.000 di dollari. I cittadini si mettono a cercarlo, lanciandosi nelle imprese più disperate e pericolose, tanto che i vigili del fuoco della caserma 118 sono oberati di lavoro, costretti a salvare tutti quelli che cercano il tesoro ma che nel farlo si mettono in situazioni pericolose. Athena scopre che Hollis è ancora vivo, ha solo inscenato la sua morte e messo tutti sulle tracce del tesoro per avere uno spunto per scrivere il suo nuovo romanzo, anche se il tesoro esiste veramente. Bobby, Athena, Chimney, Eddie, Buck, Hen e Taylor cogliendo gli indizi trovano il punto esatto dove Hollis ha seppellito il tesoro, anche se in realtà il primo a trovarlo è stato Ravi, che però, aprendo il forziere, scopre che è vuoto. Bobby va a casa di Hollis insieme alla moglie e ai colleghi, solo per scoprire che Hollis è morto. Una donna era andata a trovarlo nella villa, adirata con lui dato che il marito ha quasi rischiato di morire lanciandosi nella spericolata caccia al tesoro, facendo vandalismo nella villa del romanziere che poi è morto per un infarto. Sulla donna non ci saranno capi d'accusa dato che Hollis è morto per cause naturali. Athena ha capito che a prendere il tesoro è stato Jeremiah, l'assistente dello scrittore, era stato lui a seppellire il tesoro su ordine di Hollis, per poi, sentendosi preso in giro e tradito dal suo capo dopo aver scoperto il suo piano, appropriarsene e scappare alle Maldive, non c'è trattato di estradizione.
Special guest star: Bryan Safi, Danny Nucci, Megan West, Anirudh Pisharody, Patrick Fischler, Ithamar Enriquez
- Ascolti Italia (in chiaro): telespettatori 948.000 – share 7,00%[12]

## Sospetto
- Titolo originale: Suspicion
- Diretto da: Brenna Malloy
- Scritto da: Lyndsey Beaulieu e Andrew Meyers

### Trama
I vigili della caserma 118 rispondono a una chiamata di soccorso di un bambino di nome Charlie, sua madre Sheila è rimasta incastrata sul pavimento della scadente terrazza del loro appartamento, sfondandolo. Riescono a soccorrerla facilmente, ma Eddie nota che Sheila vive praticamente per accudire Charlie, tanto da non lavorare: il bambino infatti soffre di una malattia autoimmune, a causa della quale vive praticamente barricato a casa, senza scuola né amici, e lui e sua madre vivono solo grazie a delle donazioni online. Ora che il lockdown è terminato a Los Angeles, Carla può finalmente riabbracciare Christopher. Toni, mentre era al mercato della frutta, perde i sensi, e quando viene portata in ospedale Hen assiste al suo medico curante che, non interessato a lei, sminuisce ciò che è accaduto non ritenendo che Toni sia in gravi condizioni di salute, dimettendola. Hen è però convinta che sua madre non sia in un buon stato di salute, anche prima aveva notato che Toni aveva le vertigini. Athena nota che Bobby si sta comportando in maniera sospetta, si assenta ed è evasivo, ed in lei si fa strada il timore che abbia ripreso a bere, ma poi scopre che sta facendo da sponsor a Rachel, la donna che, guidando ubriaca, aveva causato il tamponamento di qualche tempo prima, e che era schivo e vago sulle sue attività recenti poiché ci teneva a rispettare la privacy di quest'ultima. Hen, seguendo il consiglio di Chimney, decide di esaminare lei stessa le condizioni di salute di Toni, con l'aiuto dei suoi compagni di corso della facoltà di medicina. Hen e Sydney capiscono che Toni è affetta da aneurisma dell'aorta e rischia di morire, quindi la portano in ospedale e lei viene operata, salvandosi. Il medico che prima aveva visitato Toni si sente mortificato, specialmente quando Hen lo accusa di non aver preso con serietà la faccenda già dal primo momento; Hen come paramedico è costretta ad aiutare le persone con il tempo come suo nemico, lui al contrario aveva le risorse per fare la giusta diagnosi ma aveva comunque preferito ignorare la sua paziente. Hen poi parla con sua madre, la quale incoraggia la figlia a proseguire con gli studi medici, affermando che al mondo c'è bisogno di gente come lei. Maddie non riesce a calmare la sua bambina, Jee-Yun piange continuamente e Maddie inizia a sospettare che stia male, capendo però di essersi sbagliata vedendo come Chimney al contrario riesce a tranquillizzarla con facilità. Maddie non ha nessun dubbio sul fatto che Chimney è un ottimo genitore, ritendo però che lei non sia in grado di fare la madre. Ana fa delle ricerche su Sheila scoprendo che si è trasferita con suo figlio in varie città, sempre con falsi nomi, aprendo vari siti di raccolta fondi, truffando le persone, Charlie è l'ignaro complice. Carla sospetta che Sheila sia affetta da "doctor shopping": cerca attenzioni mediche approfittando del cattivo stato di salute di Charlie. Eddie ha però capito che il bambino non è veramente malato, ma è sua madre che lo avvelena con la tetraidrozolina, una sostanza contenuta nel collirio, di cui Sheila dispone stranamente in grandissime quantità. Sheila si sente male, Charlie avendo visto che sua madre gli metteva nel cibo la tetraidrozolina, incuriosito, l'aveva messa (in dosi maggiori) nel cibo di Sheila, la quale viene soccorsa da Eddie e Buck, sebbene verrà arrestata per ciò che ha fatto. Poco dopo, mentre Eddie e Buck sono in strada, un uomo armato di fucile spara a Eddie.
Special guest star: Vanessa Marano
- Ascolti Italia (in chiaro): telespettatori 1.071.000 – share 6,90%[13]

## Sopravvissuti
- Titolo originale: Survivors
- Diretto da: Robert M. Williams Jr.
- Scritto da: Kristen Reidel

### Trama
Il misterioso cecchino continua a sparare, mentre Buck e i suoi colleghi riescono a scappare portando Eddie nell'ambulanza, diretti all'ospedale. Eddie viene ricoverato, è fuori pericolo, ma il cecchino spara a un altro vigile del fuoco. Athena controlla la postazione dove il cecchino ha sparato trovando un bossolo; dato che è ovvio che sta prendendo di mira i vigili del fuoco, da ora questi ultimi dovranno lavorare con i giubbotti antiproiettile e scortati dalla polizia. Maddie ha deciso di licenziarsi, non crede di poter lavorare e contemporaneamente fare la madre, anche se Sue sospetta che la sua collega stia soffrendo della depressione post-partum; Maddie si rifiuta di vedere altri analisti, ma Sue la convince perlomeno a parlarne con Chimney. Athena e la polizia, scoprono che il bossolo trovato viene usato per i proiettili dati in dotazione al dipartimento, quindi il cecchino deve essere un poliziotto. I primi sospetti ricadono su Kenneth Malone, un ex agente delle forze speciali che durante una missione sparò involontariamente a un ostaggio tossico dipendente che però venne salvato dai vigili del fuoco; Malone diede le dimissioni, ma dato che per ora è lui il maggior sospettato viene tenuto in custodia. Adesso che il cecchino è stato apparentemente catturato i vigili del fuoco possono tornare a lavorare senza preoccupazioni, ma Malone afferma di essere innocente e in effetti anche Athena non è molto convinta della sua colpevolezza, dato che l'ex cecchino sembra sinceramente pentito della sua azione. May risponde a una chiamata di aiuto, un uomo di nome Ethan è rimasto intrappolato tre le fiamme in un edificio, così Bobby e i vigili del fuoco della caserma 118 vanno in suo aiuto, entrando nell'edificio, ma poi escono dato che non hanno trovato nessuno, tranne Bobby che viene preso in ostaggio proprio da Ethan. Successivamente arriva Athena la quale ha scoperto che Ethan è il cecchino: era il partner di Malone. Ethan è arrabbiato non trovando giusto che Malone si sia licenziato per aver sparato a quel tossico mentre i vigili del fuoco sono stati considerati degli eroi per averlo salvato; quando la polizia ha interrogato Malone, aveva capito che era solo questione di poco prima che risalissero a lui, quindi ha causato l'incendio per attirare in una trappola i vigili del fuoco. Ethan punta la pistola contro Bobby cercando di costringerlo a chiamare i suoi colleghi così che possano raggiungerli, in questo modo Ethan li ucciderà tutti, ma Bobby si rifiuta di farlo. Athena, indossando l'attrezzatura dei vigili del fuoco, entra nell'edificio e spara a Ethan uccidendolo, portando suo marito in salvo. Maddie confessa a Chimney che non riesce a gestire la maternità con serenità, i due si abbracciano sul divano e Chimney afferma che affronteranno il problema insieme. Taylor ha finalmente capito quanto Buck sia importante per lei e i due si baciano, Eddie inoltre ha deciso di nominare Buck tutore legale di Christopher nel caso dovesse capitargli qualcosa. Hen, Karen e Toni portano Danny al parco e lì incontrano Nia la quale è in compagnia di Evangeline, sua madre, quest'ultima le ringrazia sentitamente per essersi prese cura di sua figlia. Albert decide di diventare un vigile del fuoco, superando i test.
Special guest star: Tracie Thoms, Debra Christofferson, Gabrielle Walsh, Megan West, Adriana Santos, Anirudh Pisharody, Ryan Dorsey
- Ascolti Italia (in chiaro): telespettatori 1.167.000 – share 7,70%[14]